# Rezolucja Rady Bezpieczeństwa ONZ nr 2735
Rezolucja Rady Bezpieczeństwa ONZ nr 2735 została przyjęta 10 czerwca 2024 roku.
Rada wzywa w niej Hamas do przyjęcia proponowanego przez USA trzyetapowego porozumienia o uwolnieniu zakładników i zawieszeniu broni podczas trwającej wojny w Strefie Gazy. Tekst rezolucji zaznacza, że jest to propozycja już zaakceptowana przez Izrael. Ponadto Rada odrzuca w niej wszelkie plany zmian demograficznych lub terytorialnych w Strefie Gazy i potwierdza poparcie dla rozwiązania dwupaństwowego, przewidującego zjednoczenie Strefy Gazy i Zachodniego Brzegu pod rządami Autonomii Palestyńskiej.
Rezolucja przyjęta 14 głosami „za”, przy wstrzymaniu się od głosu Rosji.